# Humberto Tomassina
Humberto Tomassina (Montevidéu, 12 de setembro de 1898 - 12 de junho de 1981) foi um futebolista uruguaio, campeão olímpico. 

## Carreira
Humberto Tomassina fez parte da chamada Celeste Olímpica, conquistando, entre outros títulos, o campeonato olímpico em 1924.